# Speedy's Coming
Speedy's Coming è una canzone della band Hard rock/Heavy metal tedesca Scorpions.
Il brano, scritto dal chitarrista ritmico Rudolf Schenker e dal cantante Klaus Meine, fa parte dell'album Fly to the Rainbow pubblicato nel 1974 con etichetta Brain Records/Rhino Entertainment e con produttore Conny Park. Il singolo estratto dall'album è stato però pubblicato solo l'anno successivo dopo il grosso riscontro di pubblico avuto dall'album In Trance.
Fu girato pure un promo video della canzone, reperibile oggi sul sito YouTube.

## Tracce
1. Speedy's Coming (Schenker, Meine) - 3:33
2. They Need a Million (Schenker, Meine) - 4:50

## Formazione
- Klaus Meine - cantante
- Ulrich Roth - chitarrista
- Rudolf Schenker - chitarrista
- Francis Buchholz - bassista
- Jürgen Rosenthal - batterista
- Achim Kirschning - tastierista